# Giovanni Castiglione
Giovanni Castiglione, italijanski rimskokatoliški duhovnik, škof in kardinal, * 31. januar 1742, Ischia, † 9. januar 1815.

## Življenjepis
23. februarja 1801 je bil povzdignjen v kardinala in pectore.
17. januarja 1803 je bil ponovno povzdignjen v kardinala in imenovan za kardinal-diakona S. Maria in Domnica.
11. januarja 1808 je bil imenovan za škofa Osima e Cingolija; 31. januarja istega leta je prejel škofovsko posvečenje.